# Dimeromyces
Dimeromyces Thaxt. – rodzaj grzybów z rzędu owadorostowców (Laboulbeniales). Grzyby mikroskopijne, pasożyty stawonogów, głównie owadów (grzyby entomopatogeniczne).

## Systematyka
Pozycja w klasyfikacji według Index Fungorum: Rhachomyces, Laboulbeniaceae, Laboulbeniales, Laboulbeniomycetidae, Laboulbeniomycetes, Pezizomycotina, Ascomycota, Fungi.
Takson ten w 1902 r. utworzył Roland Thaxter. Synonimy: Eudimeromyces Thaxt. 1918, Jeaneliomyces Lepesme 1945.

## Gatunki
Index Fungorum w 2020 r. wymienia 123 gatunki tego rodzaju. W Polsce ich występowanie jest jeszcze słabo zbadane. Tomasz Majewski, jedyny polski mykolog zajmujący się nimi na szerszą skalę, do 2003 r. wymienił 3 gatunki występujące w Polsce:
- Dimeromyces balazucii W. Rossi & Cesari 1977
- Dimeromyces corynetis Thaxt. 1912
- Dimeromyces longitarsi Thaxt. 1914

Nazwy naukowe według Index Fungorum. Wykaz gatunków według T. Majewskiego.